# Nikolaï Kachirine
 (mai 2020).
Si vous disposez d'ouvrages ou d'articles de référence ou si vous connaissez des sites web de qualité traitant du thème abordé ici, merci de compléter l'article en donnant les références utiles à sa vérifiabilité et en les liant à la section « Notes et références ».
Nikolaï Kachirine (Verkhneouralsk, 16 février 1888 - Moscou, 14 juin 1938) est un militaire russe. 

## Biographie
Lors de la Première Guerre mondiale, il sert dans l'Armée impériale russe.
En juin 1937, Kachirine est jugé dans l'affaire Toukhatchevski au cours duquel il est exécuté le 14 juin 1938.

## Récompenses
Il a été décoré de l'Ordre de Saint-Vladimir et de l'Ordre de Sainte-Anne, ainsi que de l'Ordre du Drapeau rouge.